# قاعدة الإسماعيلية الجوية
قاعدة الإسماعيلية الجوية (RAF Ismailia) سابقاً، هي قاعدة مروحيات تابعة للقوات الجوية المصرية، تقع على بعد حوالي 4 كم غرباً إلى الشمال الغربي لمدينة الإسماعيلية. وحوالي 116 كم شمال شرق القاهرة.

## التاريخ
كانت قاعدة الإسماعيلية في الأصل مجرد محطة جوية بُنيت خلال الحرب العالمية الأولى، وافتتحها البريطانيون في حوالي 1916.
في 5-7 نوفمبر 1938، سجلت طائرة من طراز فيكرز ويليسلي تتبع سلاح الجو الملكي البريطاني رقماً قياسياً للمسافة بدون توقف بالطيران من الإسماعيلية إلى داروين، أستراليا، والتي قُدرت بنحو 7,162 ميلاً (11520.4 كم).
خلال الحرب العالمية الثانية، استمر استخدام المطار، الذي كان يُعرف آنذاك باسم (RAF Ismailia) أو مطار الإسماعيلية، كمطار عسكري من قبل القوات الجوية الملكية البريطانية وكذلك القوات الجوية للجيش الأمريكي خلال حملة شمال أفريقيا ضد قوات المحور.
حالياً، يعتبر المطار قاعدة نشطة للقوات الجوية المصرية. وتضم القاعدة وحدة مروحيات من طراز إس إيه-342 غازيل بالإضافة إلى استخدامها لتحركات المروحيات العسكرية الأخرى.

## الوحدات الرئيسية المعينة
سلاح الجو الملكي
- السرب رقم 208 سلاح الجو الملكي البريطاني، 1920-1922
- السرب رقم 113 سلاح الجو الملكي البريطاني، أغسطس - سبتمبر 1917
- السرب سلاح الجو الملكي رقم 211 يناير، 1939 - نوفمبر 1940
- الجناح الجوي رقم 40 سلاح الجو الملكي البريطاني، 1919 - أبريل 1920
  - السرب رقم 33 سلاح الجو الملكي البريطاني 1938 -؟

القوات الجوية للجيش الأمريكي (القوة التاسعة الجوية)
- المجموعة القاصفة الثانية عشر أكتوبر، 1942 - غير محدد، قاذفات (بي-25 ميتشل)
- مجموعة ناقلات الجنود رقم 436، 13 أغسطس - 18 أكتوبر 1942، ناقلات سي-47 سكاي ترين
- المجموعة القاصفة رقم 434، 14 أغسطس - 29 سبتمبر 1942، قاذفات بي-25 ميتشل (غير مؤكد)[1]